# Pyrrhocorax
Pyrrhocorax – rodzaj ptaków z rodziny krukowatych (Corvidae).

## Występowanie
Rodzaj obejmuje gatunki występujące w Eurazji oraz północnej i wschodniej Afryce.

## Morfologia
Długość ciała 34–41 cm, masa ciała 160–375 g (samce są cięższe od samic).

## Systematyka

### Etymologia
- Coracia: gr. κορακιας korakias „jakiś gatunek wrony lub kawki, być może wrończyk”, od κοραξ korax, κορακος korakos „kruk”, od κρωζω krōzō „krakać”[15]. Typ nomenklatoryczny: Upupa pyrrhocorax Linnaeus, 1758.
- Pyrrhocorax: epitet gatunkowy Upupa pyrrhocorax Linnaeus, 1758; łac. pyrrhocorax, pyrrhocoracis „wrończyk”, od gr. πυρρος purrhos „płomienny kolor, czerwony”, od πυρ pur, πυρος puros „ogień”; κοραξ korax, κορακος korakos „kruk”, od κρωζω krōzō „krakać”[16].
- Cravus: fr. Crave „wrończyk”[17].
- Graculus: epitet gatunkowy Corvus graculus Linnaeus, 1758; łac. graculus „nieznany ptak, utożsamiany z kawką”[18]. Typ nomenklatoryczny: „Graculus eremita” (= Corvus graculus Linnaeus, 1758).
- Fregilus (Frigilus): nowołac. frigella „gawron”[19]. Typ nomenklatoryczny: Corvus graculus Linnaeus, 1766.
- Cornix: łac. cornix, cornicis „wrona”[20]. Typ nomenklatoryczny: Corvus graculus T. Forster, 1817 (= Upupa pyrrhocorax Linnaeus, 1758).
- Hellmayria: Carl „Charles” Eduard Hellmayr (1878–1944), austriacki ornitolog[21].

### Podział systematyczny
Do rodzaju należą następujące gatunki:
- Pyrrhocorax pyrrhocorax (Linnaeus, 1758) – wrończyk
- Pyrrhocorax graculus (Linnaeus, 1766) – wieszczek